# Lophacme
Lophacme Stapf é um género botânico pertencente à família Poaceae.